# Álvaro Jordan
Álvaro Jordan (Cáli, 8 de janeiro de 1962 - 11 de janeiro de 2001) foi um tenista profissional colombiano.